# Szepetnek
Szepetnek is een plaats (község) en gemeente in het Hongaarse comitaat Zala. Szepetnek telt 1777 inwoners (2004).